# Мироны (Одесская область)
Мироны́ (укр. Мирони́) — село, относится к Балтскому району Одесской области Украины.
Население по переписи 2001 года составляло 704 человека. Почтовый индекс — 66144. Телефонный код — 4866. Занимает площадь 1,46 км². Код КОАТУУ — 5120683801.

## Местный совет
66144, Одесская обл., Балтский р-н, с. Мироны